# Vladislav II. Ogrski
Vladislav II. Ogrski, pri Čehih Vladislav Jagelonski, češki in ogrski in hrvaški kralj, * 1. marec 1456, Krakov, † 13. marec 1516, Budim. 
Češki plemiči so Vladislava, princa iz poljske dinastije Jageloncev, izvolili za češkega kralja, ko je bil star 15 let. Obljubiti je moral, da bo spoštoval svoboščine plemičev in vladal po njihovih navodilih. To je povsem ustrezalo njegovemu značaju, saj je bil dokaj neodločen in nesamostojen. S spravljivostjo mu je uspelo začasno umiriti verska nasprotja med katoličani in zmernimi husiti (utrakvisti) na Češkem, ne pa tudi med seboj spraviti husitsko Prago in katoliški Rim.
Po smrti ogrskega kralja Matije Korvina so Vladislava za svojega kralja izvolili še ogrski plemiči (1490). Tudi njim je moral obljubiti, da bo spoštoval plemiške privilegije, pa tudi, da bo odpravil »Matijeve novotarije«. Oblast v državi so ponovno (kot pred Matijem) prevzeli gospodarsko najmočnejši zemljiški posestniki (magnati). Vladislav je postal znan po tem, da je potrdil vsak sklep kraljevega sveta, in dobil posmehljiv vzdevek Vladislav Dobže (kar v češčini pomeni »dobro, v redu«). Prihodki države so se zmanjšali, njena vojaška moč je drastično padla. Ničesar ni bilo storjenega za obrambo pred Turki. Turki so na Krbavskem polju katastrofalno porazili združeno vojsko (sami sebi prepuščenih) hrvaških in bosanskih plemičev (1493). Po kmečkem uporu leta 1514 so magnati do skrajnosti zaostrili položaj kmetov. 
Vladislav je svojemu desetletnemu sinu Ludviku II. zapustil dve kraljevini, v katerih sta vladali oligarhiji najbogatejših domačih plemičev.

## Mladost
Vladislav je bil  najstarejši sin Kazimirja IV., kralja Poljske in velikega kneza Litve. Njegova mati je bila Elizabeta Avstrijska, hči cesarja Alberta II., ki je bil tudi češki in ogrski kralj, in sestra Ladislava Posmrtnega. Starša sta se zavedala pomembnosti znanja in sta za vzgojo svojih številnih otrok najela priznane učenjake. Zgodovinar Jan Długosz je Vladislava vzgojil v duhu katoliške pobožnosti. 
Starša sta po smrti materinega brata Ladislava Posmrtnega, ki je leta 1457 umrl brez naslednika, v Vladislavovem imenu prvič postavila zahtevo po ogrski in češki kroni. A ne češki niti ogrski stanovi se za njune zahteve niso zmenili in so za nova kralja izvolili domača plemiča: Ogri Matijo Korvina, sina slavnega vojskovodje (24. januarja 1458), in Čehi Jurija Podjebradskega, vodjo zmernih husitov (utrakvistov) (2. marca 1458).
Ob koncu leta 1466 je papež Pavel II. »krivoverskega« češkega kralja Jurija Podjebradskega izobčil in razglasil proti njemu križarsko vojno. Katoliški češki plemiči so sledili papeževemu pozivu in so se svojemu kralju uprli. Matija Korvin mu je marca 1468 napovedal vojno ter zavzel Moravsko in Šlezijo. Maja 1469 so katoliški plemiči v Olomucu Matijo Korvina izvolili za češkega kralja, medtem ko so husitsko naravnani plemiči v Kutni Gori za Jurijevega naslednika imenovali Vladislava. Po številnih preobratih vojne sreče v letih 1469 in 1470 je Jurij Podjebradski, že precej bolan, ponudil poljskemu kralju, v kolikor mu uspe zagotoviti mir, za njegovega sina nasledstvo na Češkem. A še preden se je Kazimir IV. v Jurijevem imenu začel pogajati, je Podjebradski 22. marca 1471 umrl.

## Bojevanje za Češko (1471–1479)
Kljub naklonjenosti, ki jo je večina čeških plemičev kazala do Jagelonca, pa Vladislavu češka krona še ni bila povsem zagotovljena. Nekateri plemiči so se zavzemali za priznanje Matije Korvina, kar bi ponovno združilo vsa češka ozemlja in končalo vojno. A močnejši so bili pristaši Poljakov; 27. maja 1471 so za novega češkega kralja izvolili Vladislava, potem ko so Matijevi pristaši dva dni prej zapustili zborovanje. Sveti sedež se z izvolitvijo ni strinjal in papeški legat Lorenzo Roverella je naslednji dan za češkega kralja potrdil Matijo Korvina. Obratnega mnenja so bili cesar Friderik III. in volilni knezi, ki so podpirali Vladislava. 
16. junija je Vladislav sprejel izvolitev in obljubil, da bo priznaval obe »narodnosti« v kraljestvu (mišljeni so bili katoliški in utrakvistični stanovi) in v skladu s praškimi kompakti (ki jih je potrdil baselski koncil, Sveti sedež pa ves čas zavračal) spoštoval njihovo svobodo. 22. avgusta 1471 so v Pragi Vladislava slavnostno kronali za češkega kralja.
Odločitev za Vladislava je pomenila nadaljevanje vojne med Češko in Ogrsko. Jagelonci so gojili skrito željo, da bi ponovno osvojili tudi Ogrsko. Kazimir IV. je tako omogočil svojemu drugemu sinu Kazimirju, da je pozno leta 1471 s Poljske napadel Zgornjo Ogrsko (danes Slovaška), potem ko je nekaj ogrskih prelatov in baronov, nezadovoljnih s Korvinovo vojno proti katoliškemu Vladislavu, mlademu Kazimirju ponudilo ogrsko krono. A podvig se je klavrno končal. Še pred koncem leta so Matijevi poveljniki mladega Kazimirja premagali in ga prisilili, da se je umaknil z Ogrske. Papež Sikst IV. je pooblastil legata Barca Barboma, da izobči Vladislava in njegovega očeta, če bosta še naprej vztrajala v nadaljevanju vojne. Poljskemu kralju ni preostalo drugega, kot da je sklenil mir (31. marca 1472), Vladislav pa se mu je pridružil s premirjem. Začela so se dolgotrajna mirovna pogajanja, ki so trajala vse leto 1473; pogosto je bil na njih prisoten tudi papeški legat, ki je podpiral Matijeve zahteve.
Cesarja in zahodne kneze je vse bolj skrbela Matijeva zagnanost, da se povzpne na rimsko-nemški prestol. Pod vodstvom brandenburškega mejnega grofa Alberta III. Ahila se je proti njemu začela oblikovati velika koalicija cesarja, Burgundije, Poljske, Češke, Brandenburga in nekaterih nemških knezov. Zaradi pomislekov poljskega kralja so zamudili predvideni poletni termin za napad. Ko pa sta jeseni poljska in češka vojska vendarle vdrli v Šlezijo in oktobra 1474 v Vroclavu obkolili Matijevo vojsko, so jim Ogri prekinili oskrbovalne poti. Vladislav in Kazimir IV. sta bila prisiljena podpisati nov mir (8. decembra 1474), ki je potrdil stanje na terenu in končno odločitev preložil za tri leta.
Marca 1476 je umrl Henrik XI. Głogowski, eden od šlezijskih vojvod, ki so leta 1468 priznali suverenost Matije Korvina. Vladislav je v vlogi češkega kralja dovolil, da njegova dvanajstletna vdova Barbara, hčerka brandenburškega mejnega grofa Alberta III., podeduje vojvodino Głogów v Spodnji Šleziji. Kmalu za tem so se v Frankfurtu ob Odri pojavili trije ženitni posredniki in v kraljevem imenu zaprosili za Barbarino roko. 19. avgusta je bila preko pooblaščencev sklenjena zakonska zveza. S poroko je kralj prišel do posesti, ki je ležala v območju Korvinove oblasti. Matija se je tedaj bojeval proti Turkom na južni meji ogrskega kraljestva in Vladislavu se ni bilo težko povezati proti njemu z njegovimi nezadovoljnimi vazali v Šleziji in na Moravskem ter s cesarjem.
Iz vsega tega se je ponovno izcimila vojna, v kateri je Matija s hitrimi udarci kaznoval vodje nezadovoljnih vazalov (Kazimir IV. je bil tedaj zaposlen z vojno proti Prusom). Pomagal je Janu II. Żagańskemu, nečaku Henrika XI., da je zasedel vojvodino Głogow; Barbara je tako ostala brez dediščine. Brez dote pa Vladislav žene ni mogel pripeljati pred češke plemiče; sprva je njen prihod odlagal, potem pa se je začel izgovarjati, da so bili ženitni posredniki pooblaščeni le za sklenitev zaroke in ne poroke; kraljevi svet je Barbari prepovedal priti na Češko.
10. junija 1477 je cesar ustoličil Vladislava za češkega kralja in volilnega kneza. Dva dni kasneje je Matija Frideriku III. napovedal vojno, napadel Avstrijo in blokiral Dunaj, dokler ni cesar (1. decembra) tudi njega priznal za zakonitega češkega kralja in ga ustoličil.
15. januarja 1478 je papeški legat Baldasare de Piscia izobčil Vladislava in njegove pristaše, kar je spodbudilo nova mirovna pogajanja med nasprotnikoma, ki so končno pripeljala do kompromisa. Obema je bil priznan naziv češkega kralja, a le Matija je bil dolžan Vladislava v korespondenci tako tudi naslavljati. Dežele češke krone sta si razdelila: Vladislavu je ostala ožja Češka, Matija pa je smel obdržati oblast na Moravskem, v Šleziji in Lužici; kompromis je pooblastil Vladislava, da po Matijevi smrti za 400.000 zlatih forintov odkupi te pokrajine. Z velikim pompom in slavjem sta kralja 21. julija 1479 v Olomucu ratificirala mirovni sporazum.

## Vladanje na Češkem (1480–1489)
Mir v Olomucu je omogočil katoliškim plemičem, ki so podpirali Matijo, da so se vrnili na Češko. Vladislav, ki je za krepitev svojega položaja v Evropi potreboval podporo Svetega sedeža, si je prizadeval izboljšati položaj katoličanov v svojem kraljestvu. Ni mogel doseči restavracije rimsko katoliške škofije v Pragi, začel pa je v mestnih svetih zamenjavati utrakviste s katoličani. Tudi dva sinova njegovega predhodnika, Jindřich in Hynek Poděbrady, sta prestopila v katoliško vero.
Prizadevanje za rekatolizacijo je razdražilo husite. Septembra 1483 so se dvignili v vstajo meščani Prage. Uporniki so morili in izganjali katoliške duhovnike in mestne svetnike ter preganjali Nemce in Jude. Tudi Vladislav je moral zapustiti prestolnico. Podobne vstaje so izbruhnile v Nymburku, Žatcu in Kraljevem Gradcu. Ker Vladislav ni mogel poslati vojske nad Prago, je spremenil politiko in leta 1484 potrdil nove husitske mestne svetnike.
Uspeh upora praških meščanov je med seboj zbližal zmerno husitske in katoliške plemiče, ki so meščane prezirali. Vladislav jih je pripravil do tega, da so se o verskih zadevah med seboj sporazumeli. Državni zbor je marca 1485 v Kutni Gori potrdil njihov kompromis, ki je v naslednjih desetletjih češkim državljanom, plemičem in neplemičem, omogočal, da so lahko svobodno pripadali tako katoliški kot utrakvistični veri. Vladislav se ni kaj dosti vmešaval v češke notranje spore. Sprva je podpiral plemiče, ki so skušali vpliv meščanstva v državnem zboru omejiti le na problematiko mest, kasneje pa se je skušal opirati na mesta pri omejevanju moči velikega plemstva, a je imel pri tem le zelo omejen uspeh. Tudi kasneje je še podpiral katoličane, vendar ne tako, da bi s tem razdražil utrakviste. Kljub prizadevanjem pa Prage ni uspel spraviti s katoliškim Rimom.
Friderik III. je prepričal šest volilnih knezov, da so 16. februarja 1486 na rajhstagu v Frankfurtu izvolili njegovega sina Maksimilijana za rimsko-nemškega kralja; v volilni postopek niso pritegnili niti Matije niti Vladislava (po določilih zlate bule iz leta 1356 je bil češki kralj avtomatično tudi volilni knez). Ta opustitev je oba užalila in pripeljala do njunega zbližanja; 11. septembra sta sestala v Jihlavi in sklenila zvezo proti cesarju. Srečanje je bilo priložnost za obravnavanje tudi drugih vsebin skupnega interesa, posebno za pogovor o kroženju denarja v njunih kraljestvih. Vladislav je obljubil, da bo Matiji poslal pomoč v boju proti cesarju, a njegovi svetovalci so ga kasneje prepričali, da ni držal obljube. Češki državni zbor je Vladislava tudi prisilil, da je junija 1487 sklenil s cesarjem in volilnimi knezi mir. Istega leta je papež Inocenc VIII. umaknil izobčenje Vladislava in ga priznal za češkega kralja.
Vladislav se ni mešal v vojno, ki je leta 1482 izbruhnila med ogrskim kraljem in cesarjem. Šele ko se je Matija po zmagi nad cesarjem leta 1487 lotil šlezijskih knezov, da bi si prilastil njihove posesti v korist svojega sina Ivana Korvina, je Vladislav posredoval v korist ogroženih vojvod Minstrberških (sinov Jurija Podjebraškega) in jih rešil pred popolnim propadom. Leta 1489 je Matija prisilil Jana II. Żagańskega, da se je odpovedal vojvodini Głogów v korist Ivana Korvina.

## Bojevanje za Ogrsko (1490–1491)
6. aprila 1490 je na Dunaju umrl Matija Korvin. 
Do maja, ko so se plemiči zbrali, da bi izvolili njegovega naslednika, so zahtevo po ogrskem prestolu postavili štirje kandidati: Ivan Korvin, nezakonski sin umrlega kralja, Habsburžan Maksimilijan I. in dva Jagelonca, Vladislav in njegov mlajši brat Ivan Albert. Ivana Korvina so sprva podpirali baroni in prelati, ki so imeli svoje posesti vzdolž južne meje kraljestva (vključno Lovro Iločki (madžarsko Újlaki), hrvaško-ogrski magnat, in Peter Váradi, nadškof Kalocse). Maksimilijan I. se je skliceval na mirovni sporazum iz leta 1463 v Dunajskem Novem mestu, ki je določal, da v primeru, da Matija umre brez zakonitega dediča, Ogrsko nasledijo Friderik III. in njegovi dediči. Vladislav je zahteval Ogrsko kot najstarejši sin sestre Matijevega predhodnika, Ladislava Posmrtnega. Njegova starša pa sta za kralja predlagala mlajšega sina, Ivana Alberta, saj sta vsakemu od svojih sinov želela zagotoviti pomemben položaj. 
Večina ogrskih baronov in prelatov je dajala prednost Vladislavu, ker je že z vladanjem na Češkem dokazal, da bo upošteval njihove svoboščine. Obljubil je tudi, da se bo po kronanju poročil z Matijevo bogato vdovo, Beatrice Neapeljsko, ki je bila med ogrskim plemstvom zelo priljubljena in je želela biti kraljica še naprej. Njegova pristaša, Štefan V. Báthory in Pavel Kinizsi, sta 4. julija vojaško premagala Ivana Korvina. 
15. julija 1490 je ogrski državni zbor za ogrskega kralja izvolil Vladislava. Ta je odpotoval na Ogrsko in junija podpisal listino z volilnimi obljubami; obljubil je, da ne bo predpisoval izrednih dajatev, da bo odpravil »škodljive novotarije«, ki jih je vpeljal Matija Korvin, in da bo tesno sodeloval s kraljevim svetom. Avgusta se je v Budimu srečal z bratom Ivanom Albertom, ki je na drugi strani Donave prišel z vojsko vse do Pešte, a nista našla kompromisa.
18. septembra 1490 so Vladislava v Székesfehérváru kronali za ogrskega kralja. 4. oktobra se je v Esztergomu (nerad) poročil z Beatrice. Zakon je ostal tajen, čeprav je soproga prispevala znatne vsote za financiranje bojev na Ogrskem. Veljavnost zakona je bila vprašljiva, saj Vladislav cerkveno še ni bil ločen od Barbare.
Med Vladislavovo odsotnostjo so Češko upravljali visoki uradniki, predvsem mestni grof Prage in češki kancler. Moravska, Šlezija, Lužica so priznale njegovo oblast kmalu po Matijevi smrti. Čeprav je Vladislav vztrajal, da bodo tri province ostale priključene ogrski kroni, dokler ne bo v ogrsko zakladnico prispel češki denar, določen z mirovno pogodbo v Olomucu, so češki stanovi trdili, da je personalna unija izničila to določbo. 400.000 forintov ni bilo nikdar plačanih, province pa so prešle v sklop češke krone.
Ivan Albert se tudi po Vladislavovem kronanju ni odrekel Ogrski. S Poljskega je zavzel Zgornjo Ogrsko in septembra 1490 oblegal Košice. Z zahoda je napadel tudi Maksimilijan I. in do novembra zavzel Szombathely, Veszprém in Székesfehérvár. Vladislavovi pristaši so v protinapadu decembra osvobodili Košice, Maksimilijan pa se je moral umakniti z Ogrske, ker mu je zmanjkalo denarja za plačevanje najemnikov. Ivan Albert se je 20. februarja 1491 odpovedal Ogrski v zameno za vojvodino Głogów in suverenostjo nad polovico Šlezije. Kljub temu je jeseni še enkrat vdrl na Ogrsko, toda Štefan V. Zapolja ga je pri Prešovu premagal in ga prisilil, da se je dokončno odpovedal zahtevi po Ogrski.
Novembra 1491 sta se v Bratislavi sestala Vladislav in Maksimilijan. Maksimilijan se je odpovedal češki in ogrski kroni, vztrajal pa je pri habsburški pravici do dedovanja na Ogrskem in Češkem. Vladislav se je odpovedal vsem ozemljem, ki jih je Matija Korvin zavzel v Avstriji, in potrdil pravico Habsburžanov, da podedujejo češko in ogrsko krono v primeru, da sam umre brez sina. Odpoved ozemeljskim pridobitvam so mnogi ogrski plemiči imeli za izdajo. Zgodaj leta 1492 je ogrski državni zbor pogodbo iz Bratislave ratificiral šele potem, ko se je veliko plemičev, ki so sodelovali na prvih sejah, nezadovoljnih vrnilo domov.

## Vladanje na Ogrskem in Češkem (1492–1516)
V Vladislavovem času se je kraljeva moč zmanjšala na račun ogrskih magnatov, ki so svojo moč uporabili tudi za omejitev svobode kmetov. Skoraj vse važne odločitve je sprejemal kraljevi svet. Vladislavova najvplivnejša svetovalca v devetdesetih letih sta bila Tamás Bakócz in Štefan V. Zapolja. Na pomenu je dobil državni zbor.
7. junija 1492 je umrl poljski kralj Kazimir IV. Poljsko in Litvo je zapustil Vladislavovima mlajšima bratoma, Ivanu Albertu in Aleksandru. Vladislav je sicer zahteval Poljsko zase, toda poljski plemiči so 27. avgusta izvolili za kralja Ivana Alberta. Veliki knez Litve je postal Aleksander.
Ker je Matija Korvin zapustil skoraj prazno državno zakladnico, Vladislav ni imel denarja, da bi še naprej plačeval predhodnikovo veliko profesionalno »črno vojsko«. Neplačani najemniki so si postregli sami in so oropali nekaj vasi vzdolž Save. Septembra 1492 jih je premagal in uničil slavni ogrski vojskovodja Pavel Kinizsi. Veliko najemnikov so usmrtili, ostanek vojske pa je Vladislav januarja 1493 razpustil.
Turki so začeli redno vdirati preko južne ogrske meje. Septembra 1493 so na Krbavskem polju zadali uničujoč poraz združeni vojski hrvaških in slavonskih plemičev. Zasedli so jadransko obalo do Omiša.
Trije jagelonski vladarji so se aprila 1494 sestali v Levoči, da bi se domenili o skupni zunanji politiki, toda Vladislav in Ivan Albert nista našla kompromisa glede Moldavije in Šlezije. Sestanek tako ni izpolnil pričakovanj.
Spomladi 1494 je Vladislav, ne da bi poiskal soglasje državnega zbora, razpisal izreden davek in s tem izzval proteste plemičev po vsem kraljestvu. Lovro Iločki (Újlaki Lőrinc), mogočni ogrski in hrvaški plemič, je ukazal umoriti pobiralca davkov in je Vladislava imenoval govedo. Vladislav ga je obdolžil sodelovanja s Turki, poslal nadenj vojsko in ga primoral, da je zgodaj leta 1495 prosil za milost. Dovoljeno mu je bilo, da je zadržal večino posesti.
Aprila 1495 so predstavniki Vladislava in turškega sultana Bajazida II. podpisali triletni mir. Kljub temu so Turki na meji s Hrvaško nadaljevali z napadi.
Na zboru maja 1496 so stanovi obtožili Vladislavovega zakladnika Sigismunda Ernuszta, ki je to službo opravljal že za Matijo Korvina, poneverbe državnega denarja in od Vladislava zahtevali, da ga zapre. Izpuščen je bil šele, ko je plačal odkupnino 400.000 zlatih forintov.
Vladislav je v prvi polovici leta 1497 obiskal Češko. Ko se je vrnil, ga je ogrski državni zbor prepričal, da je Tamásu Bakóczu, ki je postal zelo nepriljubljen, prepovedal uporabljati kraljeve pečatnike; zaupal jih je Juriju Szatmári. Papež Aleksander VI. je 20. decembra Bakócza imenoval za nadškofa Esztergoma.
Konec leta 1497 je Vladislav za zasluge pri obrambi pred Turki s posebnimi grbi nagradil slavonske stanove.
Leta 1498 (pred koncem premirja s Turki) je ogrski državni zbor sprejel zakonodajo, ki je jasno določila vojaške obveznosti plemičev. Poimensko je bilo določenih 41 velikih zemljiških gospodov, ki so imeli pravico in dolžnost vzdrževati svoje banderije. Vpeljan je bil redni davek (en forint na porto), katerega velik del so pobirali baroni, ki so vzdrževali banderije, del pa komitati, da so lahko plačevali najemniške vojake. Zbor je tudi sprejel zakon, ki je povečal dohodke plemičev na račun dohodkov cerkve in omejil ekonomske privilegije mest in meščanov.
Leta 1498 se je Vladislav v Krakovu povezal z Ivanom Albertom in Štefanom III. Moldavskim v zvezo proti Turkom. Pobotal se je z Ivanom Korvinom in ga imenoval za hrvaškega bana z nalogo, da brani Hrvaško.
11. marca 1500 je češki državni zbor sprejel novo deželno ustavo, ki je še omejila kraljevo oblast; Vladislav jo je podpisal šele leta 1502, poznana je kot Vladislavov deželni red.
Leta 1502 je bila v vrhnjem nadstropju praškega gradu dograjena ogromna t. i. Vladislavova dvorana, ki so jo gradili od leta 1493.
23. septembra 1502 se je Vladislav poročil s pametno in energično Ano Foix (potem ko je z ozemeljskimi darili pri bratih prve žene Barbare dosegel pristanek na ločitev in je leta 1500 papež izjavil, da je zakon z njo in z drugo ženo Beatrice neveljaven), ki mu je marca 1504 rodila hčerko Ano. Ogrski stanovi so se naslednje leto odzvali z odlokom, da ogrskega prestola ne sme zasesti tujec. V odgovor je cesar Maksimilijan I. napovedal Ogrski vojno. Spor so rešili leta 1506 z dedno pogodbo: Maksimilijanov vnuk Ferdinand naj bi se poročil z Vladislavovo hčerko Ano, Vladislavov še nerojeni sin pa naj bi vzel Ferdinandovo sestro Marijo. Ko se je o pogodbi razvedelo, so ogrski stanovi kralja prisilili, da je cesarju napovedal vojno, toda ker se je nekaj mesecev pozneje Vladislavu res rodil sin Ludvik, se vojna ni več zdela umestna. Ludvikova mati je za posledicami poroda umrla.
Leta 1504 (in prej že leta 1498) je Vladislav uradnikom in plemičem v Šleziji zagotovil indigenat. Leta 1510 je izdal »pismo Veličanstva«, s katerim je proglasil neodtujljivost češkega ozemlja. Tesneje se je povezal z vojvodi Minstrberškimi.
V Osmanskem cesarstvu je leta 1512 bojeviti Selim I. odstavil svojega očeta sultana Bajazida II. in obnovil sovražnosti z Ogrsko. Vojna sreča se je nasmihala zdaj eni, zdaj drugi strani. Gledano v celoti so Turki dobili samo bosanski banat Srebrenico. Toda bilanca stanja je bila za Ogrsko dosti slabša, ker so spopadi in vpadi, ki so se nadaljevali tudi brez formalno napovedane vojne, pustošili ozemlja okoli trdnjav, ki jih je na mejnem območju postavil Matija Korvin, in jim s tem prekinjali preskrbovalne poti. Odbijanje turških pritiskov je postajalo vse napornejše.
Leta 1513 je novi papež Leon X. imenoval nekdanjega ogrskega kanclerja Tamás Bakócza za legata z nalogo organizirati križarski pohod proti Turkom. Bakócz je aprila 1514 v Budimu razglasili tozadevno papeško bulo. Kmalu se je v vojaških taborih (največ v osrednjem blizu Pešte) zbralo pod poveljstvom konjeniškega častnika z južne meje Györgyja Dózse okoli 40.000 kmečkih križarjev, ki so jih pritegnili protiturška vnema, papeževa obljuba, da bodo odvezani grehov, in nezadovoljstvo z lastno usodo. Plemiči, ki so se bali izgube delovne sile, so kmetom branili odhod na križarsko vojno. V začetku maja so križarji povzročili prve krvave konflikte. Bakócz se je odzval tako, da je ustavil novačenje in odpovedal pohod. Toda kmetje in Dózsa se niso hoteli raziti. Premagali so čete, ki so jih hotele razgnati in dva meseca požigali graščine, plenili po gradovih in uničevali listine, na katerih so bile zapisane grajske pravice. Proti koncu junija so si kralj in plemiči opomogli od začetne osuplosti. Dózseva vojska se je 15. junija 1514 vdala Ivanu Zapolji, ki je prihitel reševat grad v Temišvarju, ki so ga kmetje oblegali več kot mesec dni. Zmagovalci so se nad voditelji upora zverinsko maščevali in jih namučili do smrti. Državni zbor je na zasedanju oktobra 1514 kmete obsodil na »večno tlačanstvo« (perpetua rusticitas), niso se smeli več seliti, prijeti za orožje, vsi so morali opravljati prisilno delo. Čeprav se ta zakon ni vedno izvajal enako strogo in dosledno, se je vendarle obdržal do leta 1848. Najhujša posledica kmečkega upora je bila povzročena škoda, ki je še poslabšala gospodarsko krizo (ki se je začela 1512) v času, ko bi zaradi približevanja Turkov Ogrska morala biti močna.
Dva tedna po svojem 60. rojstnem dnevu je Vladislav v Budimu umrl. Pokopali so ga šest dni kasneje v grobni cerkvi ogrskih vladarjev v Székesfehérváru. Njegov sin je bil kronan že leta 1508 za ogrskega in leta 1509 za češkega kralja, tako da je bilo nasledstvo zagotovljeno. Pred smrtjo je Vladislav poklical k sebi ogrskega primasa Tamása Bakócza, poveljnika budimskega gradu Ivana Bornemisza in mejnega grofa Jurija von Brandenburg-Ansbach ter jih imenoval za varuhe mladega princa Ludvika in za regente.

## Zaključek
Dobro izobraženi in katoliško vzgojeni Vladislav je bil po naravi umirjen, občutljiv, družinski človek. Njegova dobrodušnost je mejila že na slabost. Čutil je določen strah pred osebno odgovornostjo, zato se je pogosto skrival za svetovalci in bil dovzeten za razna prišepetavanja. Dobro se je počutil le zunaj glavnega mesta, na lovu, kjer se je upal sprostiti.
Na Češkem je moral, že zaradi predvolilnih obljub, velik del svoje oblasti prenesti na državne uradnike. Češki državni zbor je začel delovati kot ustavodajna skupščina, sprejemal je zakone in se razvil v najbolj vplivno telo državne uprave. To je postalo še bolj izrazito, ko je Vladislav leta 1491 postal tudi ogrski kralj in se je preselil v Budim. Na Češkem so odtlej vladali visoki uradniki, predvsem kancler in praški mestni grof. 
Podobno se je dogajalo v Šleziji, ki je v času Vladislavovega vladanja dobila stanovsko vlado in so domači plemiči in uradniki dobili poseben, privilegiran status. Kadar je šlo za Šlezijo ali Moravsko, je Vladislavu veliko zadrego povzročalo medsebojno ljubosumje češkega in ogrskega plemstva; ni se mogel odločiti, ali naj deluje kot češki ali kot ogrski kralj, in potem navadno ni storil ničesar.
Na Ogrskem je bilo obdobje Vladislavovega vladanja miroljubnejše kot kdajkoli po Sigismundu. Plemiči ga niso nikoli poskušali spodnesti, ne z orožjem ne s spletkami, saj so lahko svoje zahteve do vladarja in drugih delov družbe uveljavljali z legalnimi sredstvi. Matijeve institucije so enostavno ukinili. Nadzorstvo nad državo je prešlo v roke kraljevega sveta, kateremu ni Vladislav nikoli oporekal; od tod njegov vzdevek Vladislav Dobže (kar po češko pomeni dobro, v redu). Zlasti vpliven je postal položaj kanclerja, ki ga je večji del Vladislavovega vladanja zasedal Tamás Bakócz.
Verske napetosti na Češkem so se začasno umirile, vsepovsod pa so se povečale statusne razlike in zaostrile socialne razmere. Na Ogrskem so gospodarsko in politično moč v svoje roke ponovno dobili magnati, ostali stanovi so izgubili na pomenu. Magnati so vse bolj prevzemali kmečko delovno silo, ji nalagali vse večja bremena in ji prepovedali seliti se k drugim gospodarjem. Po zadušitvi upora leta 1514 so se pritiski na kmete zaostrili do skrajnosti.
Dohodki države in njena vojaška moč so se drastično zmanjšali. Ničesar ni bilo storjenega za obrambo proti Turkom. Brez osnove je bil strah Maksimilijana I. in drugih sosedov, da bodo Jagelonci izkoristili istočasno oblast v Poljski, Ogrski in Češki za močno evropsko politiko. Tri države, ki so bile tradicionalno pod vplivom oligarhij najbogatejših, so šle vsaka svojo pot. Vladislav tudi ni ničesar storil, da bi za primer izumrtja svoje družinske veje zagotovil na Češkem in Ogrskem nasledstvo poljskih Jageloncev.

## Družina
Vladislav II. je bil trikrat poročen. 
Prvič po posrednikih leta 1476 v Frankfurtu na Odri z Barbaro (1464–1515), hčerko brandenburškega volilnega kneza Alberta III. Ahila, ki je bila že kot dvanajstletno dekle vdova po šlezijskem Pjastu Henriku XI., vojvodi Głogówskem. Vladislav zakona kasneje ni priznaval. Po smrti Alberta III. (1486) se je Barbara ponovno zaročila, Vladislav pa se je z njenimi brati dogovoril, da so za odkupnino pristali na ločitev.
Vladislav se je drugič poročil leta 1491, po izvolitvi za ogrskega kralja, to pot z vdovo Matije Korvina, Beatrice (1457–1508), hčerko neapeljskega kralja Ferdinanda I., ker je to bila predvolilna obljuba. Ker cerkveno še ni bil ločen od Barbare, je bil zakon za cerkev sporen. Tudi ni prinesel otrok. Leta 1500 je papež Vladislavova zakona z Barbaro in Beatrice proglasil za nična. Leta 1502 se je Beatrice vrnila v Neapelj na očetov dvor. 
Vladislavova tretja žena Ana (1484–1506), hčerka francoskega plemiča angleškega rodu Gastona de Foix-Candale, je bila kronana 29 septembra 1502, ko je bila stara 18 let, Vladislav pa jih je imel 46. Rodila mu je dva preživela otroka:
- Ana (1503–1547) ∞ Ferdinand I. Habsburški, rimsko-nemški kralj in cesar
- Ludvik II. (1506–1526) ogrski in češki kralj.

Ana je zaradi zapleta pri prezgodnjem porodu umrla tri tedne kasneje.
Desetletni sin Ludvik je nasledil očeta na češkem in ogrskem prestolu. Hči Ana se je 1515 poročila s Ferdinandom I., vnukom cesarja Maksimilijana I. Po Ludvikovi smrti v bitki pri Mohaču je nasledstvo preko Ane prešlo na mlajšo vejo vzhodnih Habsburžanov.